# 数論トポロジー
数論トポロジー (arithmetic topology) とは、代数的整数論と位相幾何学を組み合わせた数学の分野である。数論トポロジーは数体と向き付け可能な 3次元閉多様体の間の類似を確立する。

## 類似
次のことは数学者により使われている数体と 3 次元多様体の間のいくつかの類似である。
1. 数体と向き付け可能な 3 次元閉多様体との対応
2. 整数環のイデアルは、絡み目と対応し、素イデアルは結び目と対応する。
3. 有理数体 Q は 3次元球面と対応する。

後ろ 2つの例を拡張し、素数と素数の間の「絡まり」(link)を考える結び目と素数の間の類似が存在する。素数の三つ組 (13, 61, 937) は modulo 2 で「絡まっている」（レダイの記号は −1 である）が、modulo 2 で「どの 2 つも絡まっていない」（ルジャンドル記号はすべて 1 である）。これらの素数は、「固有ボロミアン三つ組み modulo 2」と呼ばれる、かまたは、「mod 2 ボロミアン素数」と呼ばれる。

## 歴史
1960年代、類体論はトポロジカルな解釈がジョン・テイト (John Tate) によりガロアコホモロジーに基づいて与えられ、またミハイル・アルティン](Michael Artin) とジャン・ルイ・ヴェルディエ (Jean-Louis Verdier) によってもエタールコホモロジーに基づいて与えられている。デヴィッド・マンフォード (David Mumford) は（独立にユーリ・マニン (Yuri Manin) によっても）、素イデアルと結び目の類似性が指摘され、バリー・メイザー (Barry Mazur) によりさらに深く研究された。1990年代、レズニコフ (Reznikov) とカプラノフ (Kapranov) は、これらの類似の研究を開始し、この研究分野に数論トポロジーということばをあてはめた。

## 関連文献
- Masanori Morishita (2011), Knots and Primes, Springer, ISBN 978-1-4471-2157-2

- Masanori Morishita (2009), Analogies Between Knots And Primes, 3-Manifolds And Number Rings
- Christopher Deninger (2002), A note on arithmetic topology and dynamical systems
- Adam S. Sikora (2001), Analogies between group actions on 3-manifolds and number fields
- Curtis T. McMullen (2003), From dynamics on surfaces to rational points on curves
- Chao Li and Charmaine Sia (2012), Knots and Primes[リンク切れ]